# Alcimochthes limbatus
Alcimochthes limbatus är en spindelart som beskrevs av Simon 1885. Alcimochthes limbatus ingår i släktet Alcimochthes och familjen krabbspindlar. Inga underarter finns listade i Catalogue of Life.

## Bildgalleri

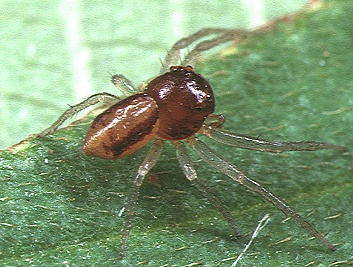